# Петровка (Жамбылский район)
Петровка (каз. Петровка) — село в Жамбылском районе Северо-Казахстанской области Казахстана. Входит в состав Мирного сельского округа. Код КАТО — 594651400.

## География
Расположено около озера Баян.

## История
Село Петровское основано в 1896 г. на участке Баян. В 1904 г. открыта школа.

## Население
В 1999 году население села составляло 617 человек (309 мужчин и 308 женщин). По данным переписи 2009 года, в селе проживало 344 человека (172 мужчины и 172 женщины).